# I Love You (Neoton-album)
Az I Love You a Neoton Família Japánban és Dél-Koreában megjelent albuma, mely azonos a Minek ez a cirkusz? című hazai nagylemezükkel. Az albumot Japánban CD-n is kiadták.

## Megjelenések
| Ország      | Formátum        | Sorszám  | Kiadó            | Év   |
| ----------- | --------------- | -------- | ---------------- | ---- |
| Dél-Korea   | LP              | SDPR-009 | Seoul Records    | 1987 |
| Japán       | CD              | 30CP-250 | Overseas Records | 1987 |
| Oroszország | CD (unofficial) | 30CP-250 | Overseas Records | 1987 |

- The Love That I Need (Végvári-Maródi-Csepregi)
- Round The Track (Pásztor-Jakab-Hatvani-Zákányi)
- Another Saturday Night On My Own (Végvári-Maródi-Szép Pál-Ambrozy)
- Forget (Keith Brown-John J. Stanley)
- Tonight (Pásztor-Jakab-Hatvani-Ambrozy)
- I Love You (Pásztor-Jakab-Hatvani-Ambrozy)
- Robinson (Pásztor-Jakab-Hatvani-Ambrozy)
- Falling Star (Pásztor-Jakab-Hatvani-Ambrozy)
- Fire (Végvári-Maródi-Csepregi-Ambrozy)
- When Christmas Time Is Over (Pásztor-Jakab-Hatvani-Ambrozy)